# Lady Stalker: Challenge from the Past
Lady Stalker: Challenge from the Past (レディストーカー～過去からの挑戦～, Redi SutKako Kara no Ch) est un jeu vidéo de type action-RPG développé par Climax Entertainment et édité par Taito sur Super Famicom en 1995. Le titre est une suite à Landstalker. Lady Stalker est le seul jeu lié à Landstalker à n'[pas clair]avoir été publié en dehors du Japon, bien que le personnage principal apparaisse dans le titre Time Stalkers sorti sur Dreamcast.
Un jeu intitulé Lady Stalker est sorti sur téléphone mobile uniquement au Japon en 2006. Il n'est pas un remake du titre original Lady Stalker.

## Synopsis
Le scénario de Lady Stalker commence avec Lady, une jeune fille espiègle qui tend à désobéir à l'autorité et voyage autour du monde comme une aventurière, en dépit du fait qu'elle soit issue d'une famille aristocratique riche. Elle est constamment poursuivi par ses serviteurs, le vieux jardinier Yoshio et le chef Cox. L'aventure de Lady consiste à trouver l'île Deathland, un lieu qui cache un trésor.

## Système de jeu
Bien que Lady Stalker partage la même perspective isométrique avec Landstalker, le gameplay est remarquablement différent. Contrairement à Landstalker le personnage du joueur ne peut pas sauter, abandonnant un aspect important de son prédécesseur par rapport aux autres jeux du genre. Une autre différence importante réside dans le combat. Alors que dans Landstalker les ennemis sont visibles à tout moment et se déplacent librement sur la carte, dans Lady Stalker les combats sont déclenchés au hasard et ne peuvent être évités, ils prennent fin lorsque tous les ennemis sont vaincus. Plus tard dans le jeu, Yoshio et Cox viennent en aide à Lady dans sa quête, les deux personnages peuvent être utilisés et commandé dans les combats.